# Raye
Raye（レイ、本名：レイチェル・アガサ・キーン、1997年10月24日 - ）は、イギリスのシンガーソングライターである。彼女はポリドール・レコードと契約してリリースしたダンス・ミュージックのシングル、EPで名声を得た。しかし、その後同社を離れたことによりメディアから注目を集めることとなった。伝えられるところによると、ポリドールは彼女のデビュー・アルバムのリリースを拒否したのだという。
Rayeは、スタジオ・デビュー作『My 21st Century Blues』（2023年）を自主制作でリリースし、高い評価を受けた。同作からの3枚目のシングル「Escapism」はSNSで人気を博し、彼女にとって初の英国シングル・チャート入りを果たしており、また米国でもBillboard Hot 100チャートに入っている。ブリット・アワード2024において、Rayeは年間英国アーティスト賞を含む6部門を受賞し、同賞の一つの授賞式での受賞数の記録を更新した。BBCは、2024年の100人の女性のリストにRayeを含めている。彼女は、第67回グラミー賞において最優秀新人賞を含む3部門でノミネートされた。
歌詞においては、彼女自身の苦闘と同世代の人々の抱える問題に焦点を当てる。Rayeの音楽はジャズの影響を受けているが、R&B、ポップス、ソウルの要素も取り込み、ジャンルの垣根を超えたものとなっている。自身のレコーディング以外では、Rayeはビヨンセ、チャーリー・XCX、ジョン・レジェンド、リトル・ミックスら他のミュージシャンへの楽曲提供もしている。

## 幼少期
Rayeは、1997年10月24日、ガーナ人とスイス人のハーフで精神保健福祉士の母親とヨークシャー出身の父親の下、ロンドンのトゥーティング区に生まれた。本名はレイチェル・アガサ・キーン。彼女にはソングライターのアビー・リン、ミュージシャンのローレンとカテリンの3人の妹がいる。Rayeは幼少期にしばしば教会に通い、クワイヤーの歌声に触れていた。そこでは彼女の母親が歌い、父親が音楽監督を務めていた。彼女の家族はその後ロンドン南部のクロイドン区に移住。Rayeはそこで育ち、ウッドコート高校に進学した。
音楽に囲まれた生活の中で、Rayeは8歳のとき初めてレコーディング・アーティストになることに興味を示した。彼女は6年生のときに初めての曲を書き、父親が教えたピアノを弾いてサザーク大聖堂でそれを披露した。14歳のとき、Rayeはアーティストを育成するための学校ブリット・スクールへの入学対象者として選ばれたが、そこで2年間勉強した後、拘束されていると感じ退学している。10代の時期の多くを彼女は週末にスタジオのセッションに通い、プロとして曲を書く勉強に費やした。

## キャリア

### 2014～2018年：キャリア初期と成功
2014年11月、17歳のとき、Rayeは自主制作のデビューEP『Welcome To The Winter』をSoundCloudにアップロードした。彼女はトラック・リストに記載された7トラックの楽曲を書き、レコーディング、プロデュースしている。当時イヤーズ・アンド・イヤーズのリード・ヴォーカリストだったオリー・アレクサンダーがこのEPからのシングル「Hotbox」をHype Machineを通じて発見し、彼の所属するポリドールに送った 。その後Rayeは
同社と契約を締結した。
2015年、彼女はアヴェリーノをフィーチャーしたシングル「Alien」をリリース、またイヤーズ・アンド・イヤーズの曲「Shine」をカバーし、彼らのシェパーズ・ブッシュ・エンパイアでのショーのオープニング・アクトを務めた。
続くRayeのEP『Second』はポリドールより2016年8月にリリースとなっている。彼女はそこからのシングル「I, U, Us」を歌手のヌーニー・バオ、チャーリー・XCXと共作した。チャーリーはこの曲のミュージック・ビデオの監督も務めている。同年、Rayeはジョナス・ブルーの「By Your Side」とジャックス・ジョーンズの「You Don't Know Me」にフィーチャーされ、英国シングル・チャートのそれぞれ15位と3位を記録した。「By Your Side」は彼女にとって初のチャート入りの曲となった。数ヶ月後には、彼女はジェス・グリンのコンサート・ツアーのオープニング・アクトを務めている。
Rayeは2017年2月、ロンドンのクラブXOYOでコンサートを開催し、雑誌から肯定的な評を受けている。「The Line Of Best Fit」誌は彼女について「ポップス界の強力な存在であり、引き続き注目するに値する」と評した。彼女はチャーリー・XCXの「After The Afterparty」のVIPリミックスに歌手のリタ・オラ、ラッパーのステフロン・ドンとともにフィーチャーされている。Rayeはストームジーの「Big For Your Boots」のミュージック・ビデオにも登場、またチャーリー・XCXのコラボレーション・プロジェクト『Number 1 Angel』（2017年）のトラック「Dreamer」にフィーチャーされている。2017年には、シングル「The Line」、「Decline」がリリースされた。後者にはシンガーのMr.イージーがフィーチャーされている。2018年、Rayeはメイベルとステフロン・ドンとコラボレーションしたシングル「Cigarette」のリリース後、3枚目のEP『Side Tape』を発表した。また、この年に女性グループリトル・ミックスとジョン・レジェンドのリリースした楽曲でRayeはソングライターとしてクレジットされている。同年6月、Rayeはラジオ放送ネットワーク、キャピタルが主催するロンドンのサマータイム・ボールに出演した。2018年後半には、彼女の友人たちに捧げたシングルをリリース、またリタ・オラとシンガーソングライターのホールジーそれぞれのコンサート・ツアーをサポートしている。Rayeはこの年の年末に初の自身のツアーにも出ている。

### 2019～2021年：『Euphoric Sad Songs』とポリドールからの離脱
2019年、Rayeは3月リリースのオドゥンシ（ジ・エンジン）の「Tipsy」、5月のデヴィッド・ゲッタの「Stay (Don't Go Away)」でフィーチャーされた。後者はビルボードの米国ダンス/ミックスショー・エアプレイ・チャート（2019年7月13日付）においてRaye初のナンバーワンとなった。彼女はカリードのフリー・スピリット・ワールド・ツアーのサポート役を務めている。Rayeはビヨンセの楽曲「Bigger」を彼女と共作し、2019年7月にサウンドトラック・アルバム『The Lion King: The Gift』に収録された。BBCニュースはこれを「恐らく現時点において彼女のソングライターのクレジットとしては最大のものであろう」とした。2019年の8月から9月にかけて、Rayeはソロ・シングル「Love Me Again」を始め、デヴィッド・ゲッタとプロデューサーのモーテン・ブルームとのコラボレーション「Make It To Heaven」をリリースしている。
2020年初頭、Rayeはジャックス・ジョーンズ、DJのマーティン・ソルベイグとの共演作「Tequila」、そしてDJリガードと共演した「Secrets」をリリースした。「Secrets」は英国チャートで6位まで上り、英国レコード産業協会（BPI）によってプラチナ・ディスクに認定された。2020年7月、Rayeは11月リリースのミニ・アルバム『Euphoric Sad Songs』に先行する形でシングル「Natalie Don't」をリリースした。『Euphoric Sad Songs』は既発の楽曲に加えてシングル「Love Of Your Life」とルディメンタルとの共演作「Regardless」が収録された。この作品は死の受容のプロセスが中心のテーマに据えられている。ガーディアンの評論家レイチェル・アロースティは「題名に沿った内容ではあるものの人格に欠けている」と賛否の混ざった評価をした。
RayeはDJジョエル・コリー、デヴィッド・ゲッタとの共作シングル「Bed」を2021年2月リリースした。これは英国シングル・チャートで3位を記録しており、この時点でのRayeのリーダー・アーティストとしてのチャート最高位シングルとなっている。またこの曲は米国のダンス/ミックス・ショー・エアプレイ・チャートのトップを飾っている。彼女はメイベルの「Let Them Know」を共作し、共同プロデュースした。2021年6月、Rayeは「Call On Me」をリリース。これは彼女の妹のために書いた曲で、彼女のデビュー・スタジオ・アルバムの先行シングルを意図したものであった。同月下旬、Rayeはポリドール・レコードが彼女のデビュー・アルバムのリリースを何年間も保留にしていることを明らかにした。この発表に対しチャーリー・XCX、 MNEK、リナ・サワヤマらのアーティストたちが彼女への支持を表明している。 この後、Rayeは活動を休止したが、彼女はポリドールを離れ独立したアーティストとして活動することを後日発表した。Rayeは英国とアイルランドで「Euphoric Sad Show」ツアーのパフォーマンスを行ない、この年を締めくくった。

### 2022年～現在：『My 21st Century Blues』と国際的な知名度の広がり

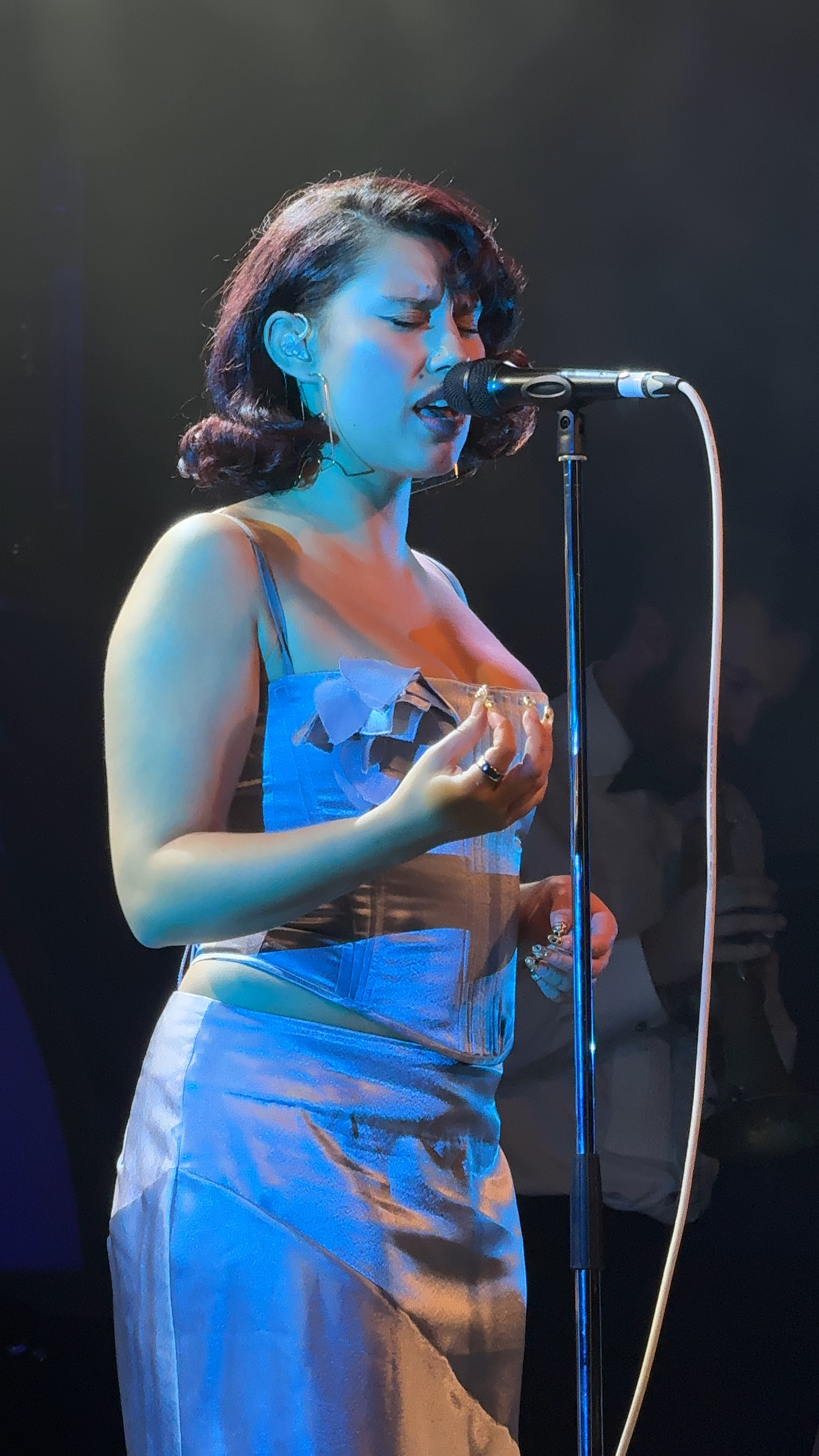
ミネアポリスのファースト・アヴェニューでのステージ（2023年）

Rayeは、2022年中頃、配給会社のヒューマン・リ・ソーシズと契約をし、マスター録音物に関して自ら所有するようになった。この年の6月30日、ポリドールから離れて以来初のインディペンデントのシングル「Hard Out Here」をリリースした。これには、彼女の初期を描いたミュージック・ビデオも併せて用意している。2022年8月、2枚目のシングル「Black Mascara」がリリースされ、10月にはラッパーの070シェイクをフィーチャーした「Escapism」と「The Thrill Is Gone」の2枚のシングルが同時リリースとなっている。これらシングル曲はいずれも2023年2月リリースのRayeのデビュー・アルバム『My 21st Century Blues』に収録されている。デビュー・アルバムは英国アルバム・チャートの2位を記録し、音楽評論家から高い評価を受けた。新作のプロモーションも兼ね、RayeはThe Story So Farと題したミニ・ツアーを行なった。このツアーは彼女にとってヨーロッパとアメリカでヘッドライナーを務める初めてのショーだった。これに続き、2023年2月から2024年2月にかけて、彼女はMy 21st Century Bluesツアーを敢行した。「Escapism」はSNSが発火点となって人気に火が付き、リリース3ヶ月後に彼女初の英国における1位のヒットとなった。この曲で彼女は初めて米国のBillboard Hot 100チャートにも入った。2023年末までに『My 21st Century Blues』は、英国で6万枚以上を売り上げた。ビルボード誌のカイル・デニスは彼女について「単純にアルバムの売り上げの成功に留まらず、熱心なファン層も獲得し、キャリアを強固にした」と述べている。
2023年、Rayeはルイス・キャパルディの英国でのブロークン・バイ・デザイア・トゥ・ビー・ヘヴンリー・セント・ツアー、北米におけるカリ・ウチスのレッド・ムーン・イン・ヴィーナス・ツアー、そしてSZAのヨーロッパのSOSツアーでのオープニング・アクトを務めた。ジミー・キンメル・ライブ!、ザ・レイト・ショー・ウィズ・スティーヴン・コルベアといった米国のテレビ番組でRayeは『My 21st Century Blues』の楽曲を歌った。彼女はまた、グラストンベリー・フェスティバル2023のステージにも立っている。カッソとディーブロック・ユーロップとの共演作「Prada」（2023年）は英国シングル・チャートの2位となり、31週に渡り英国ダンス・シングル・チャートの1位を記録した。この曲は後になってBPIよりダブル・プラチナ・ディスクの認定を受けている。2023年10月、Rayeは『My 21st Century Symphony (Live at the Royal Albert Hall)』をリリースした。これはアルバム収録曲をヘリテージ・オーケストラ、フレイムズ・コレクティヴとともにロイヤル・アルバート・ホールでライヴ収録したものである。
Rayeは持ち歌のいくつかをブリット・アワード2024においてメドレー形式で披露した。彼女はビヨンセのカントリー・ミュージックにインスパイアされたアルバム『Cowboy Carter』に収録された「Riiverdance」のソングライターの一人としてクレジットされている。2024年4月6日、Rayeはサタデー・ナイト・ライブの音楽ゲストとしてホストのクリステン・ウィグと並んで出演した。彼女は「Escapism」と「Worth It」を歌った一方、メディア誌上で「Let There Be Light」との仮題が付けられた未発表曲を披露した。この曲は6月7日に三部構成のシングル「Genesis」としてリリースされている。2024年5月25日、Rayeはルートンで開催されたBBCラジオ1ズ・ビッグ・ウィークエンドにおいて初のフェスティバル・ヘッドライナーを務めた。2024年7月、Rayeは初来日し、フジロックフェスティバルでのパフォーマンスも行なっている。
彼女は2024年8月、ウェンブリー・スタジアムで開催されたテイラー・スウィフトのThe Eras Tourの最終ショーのオープニング・アクトを務めた。Rayeは「Moi」でラッパーのセントラル・シーと共演し、二人は英語とフランス語でラップを披露している。9月13日、彼女は2枚目となるライヴ・アルバム『Live at Montreux Jazz Festival』をサプライズでリリースした。これはジェームス・ブラウンの「It's A Man's Man's Man's World」（1966年）のカバーを含むモントルー・ジャズ・フェスティバルでレコーディングされた7曲を収録している。この1ヶ月後、Rayeは彼女の車が盗難にあったことを明らかにした。セカンド・アルバムのために用意し完成していた楽曲の歌詞も一緒に失われたという。
Rayeは、2025年2月2日開催の第67回グラミー賞授賞式で、最優秀新人賞のノミネートされたアーティストによるメドレーの一部として「Oscar Winning Tears」を歌った。彼女はタイ人のラッパー、リサの「Born Again」にアメリカ人のラッパー、ドージャ・キャットとともにフィーチャーされた。このシングルは2025年2月6日にリリースとなっている。第97回アカデミー賞において、Rayeはアデルの「スカイフォール」（2012年）をメドレーの一部として歌った。これは、ジェームズ・ボンド・フランチャイズを称えるためのパフォーマンスであった。

## ディスコグラフィー
- 2014年『Welcome To Winter』(自主制作による配信EP)
- 2016年『Second』(Polydor, 配信EP)
- 2018年『Side Tape』(Polydor, 配信EP)
- 2020年『Deezer Sessions』(Universal、配信EP）
- 2020年『Euphoric Sad Songs』(Polydor、配信EP)
- 2021年『Apple Music Home Session: Raye』(Polydor、配信EP)
- 2023年『My 21st Century Blues』(Human Re Sources)
- 2023年『My 21st Century Symphony (Live at the Royal Albert Hall)』(Human Re Sources)
- 2024年『Live at Montreux Jazz Festival』(Human Re Sources)